# Internationale französische Tennismeisterschaften 1935
Die 40. internationalen französischen Tennismeisterschaften 1935 waren ein Tennis-Sandplatzturnier der Klasse Grand Slam, das von der ILTF veranstaltet wurde. Es fand vom 20. Mai bis 5. Juni 1935 in Roland Garros, Paris, Frankreich statt.

## Dameneinzel
Setzliste
| Nr. | Spielerin        | Erreichte Runde |
| --- | ---------------- | --------------- |
| 01. | Margaret Scriven | Halbfinale      |
| 02. | Helen Jacobs     | Halbfinale      |
| 03. | Hilde Sperling   | Sieg            |
| 04. | Simonne Mathieu  | Finale          |

| Nr. | Spielerin            | Erreichte Runde |
| --- | -------------------- | --------------- |
| 05. | Lolette Payot        | Viertelfinale   |
| 06. | Kay Stammers         | 2. Runde        |
| 07. | Sylvia Jung Henrotin | Viertelfinale   |
| 08. | Rollin Couquerque    | Viertelfinale   |